# Жити (фільм, 2010)
«Жити» — кінофільм режисера Юрій Биков, що вийшов на екрани в 2010.

## Синопсис
Двоє героїв потрапили у вкрай неприємну і небезпечну ситуацію. Посеред диких пусток за ними женуться троє озброєних переслідувачів. Якщо загоничі наздоженуть жертв, результат буде тільки один - смерть. Незважаючи на те, що втікачі не відчувають один до одного особливої симпатії та довіри, їм належить об'єднати зусилля в боротьбі за виживання.

## У ролях
| Актор                 | Роль               |
| --------------------- | ------------------ |
| Денис Шведов          | Андрій             |
| Владислав Толдиков    | Михайло, мисливець |
| Олексій Комашко       | Сергій, бандит     |
| Костянтин Стрельников | Олег               |
| Сергій Жарков         | Іван               |
| Сергій Сосновський    | алкоголік          |
| Сергій Бєляєв         | рибалка            |

## Знімальна група
- Режисер — Юрій Биков
- Сценарист — Юрій Биков
- Продюсер — Олексій Учитель, Кіра Саксаганська, Костянтин Козлов
- Композитор — Юрій Биков